# Izlazak iz ormara
Izlazak iz ormara (engleski: Coming out of the closet ili skraćeno Coming out), metafora je koja govori o samootkrivanja LGBT osoba o svojoj seksualnoj orijentaciji ili rodnom identitetu.
Izlazak iz ormara opisuje se i doživljava na razne načine kao psihološki proces ili putovanje donošenje odluka ili preuzimanje rizika; strategiju ili plan; masovni ili javni događaj; govorni čin i pitanje osobnog identiteta; obred prelaska; oslobađanje ili emancipaciju od ugnjetavanja; iskušenje; sredstvo prema osjećaju gay ponosa umjesto srama i društvene stigme; ili čak "samoubojstvo" u karijeri. Autor Steven Seidman piše da je "snaga ormara u oblikovanju jezgre života pojedinca koja je homoseksualnost pretvorila u značajnu osobnu, socijalnu i političku dramu u Americi dvadesetog stoljeća".
Izlazak iz ormara izvor je drugih žargonskih izraza povezanih s dobrovoljnim otkrivanjem ili nedostatkom istog. LGBT osobe koje su već otkrile ili više ne skrivaju svoju seksualnu orijentaciju ili rodni identitet su vani, tj. Otvoreno LGBT. Suprotno tome, LGBT osobe koje tek trebaju izaći ili su se odlučile da to ne učine, označene su kao zatvorene u ormar ili u ormaru. Outing je namjerno ili slučajno otkrivanje seksualne orijentacije ili rodnog identiteta LGBT osobe bez njihova pristanka. Nadalje, out-ati samog sebe znači samootkrivanje. Stakleni ormar znači otvorenu tajnu kada se osobe LGBT osobe smatraju široko prihvaćenom činjenicom iako nisu službeno izašle.

## Povijest
Godine 1869., sto godina prije Stonewallovih nereda, njemački zagovornik homoseksualnih prava Karl Heinrich Ulrichs predstavio je ideju samootkrivanja kao sredstvo emancipacije. Tvrdeći da je nevidljivost glavna prepreka promjeni javnog mnijenja, pozvao je homoseksualne ljude da otkriju svoje istospolne privlačnosti. U intervjuu, Robert Beachy rekao je "Mislim da je razumno opisati [Ulrichsa] kao prvu homoseksualnu osobu koja se javno otkrila."
U svom djelu iz 1906. godine, Das Sexualleben unserer Zeit in seinen Beziehungen zur modernen Kultur (Seksualni život našeg doba u odnosu na modernu civilizaciju ), Iwan Bloch, njemačko-židovski liječnik, zamolio je starije homoseksualce da se samootkriju članovima njihove obitelji i poznanicima. Godine 1914. godine Magnus Hirschfeld vratio se na temu u svom glavnom djelu Homoseksualnost muškaraca i žena, raspravljajući o socijalnim i pravnim potencijalima nekoliko tisuća homoseksualnih muškaraca i žena, otkrivajući svoju seksualnu orijentaciju policiji kako bi utjecao na zakonodavce i javno mnijenje.
Prvi istaknuti Amerikanac koji je otkrio svoju homoseksualnost bio je pjesnik Robert Duncan. Godine 1944., koristeći svoje ime u anarhističkom časopisu Politics, napisao je da su homoseksualci potlačena manjina. Tajno društvo Mattachine, koje su osnovali Harry Hay i drugi veterani kampanje "Wallacea za predsjednika" u Los Angelesu 1950. godine, pojavilo se u javnosti nakon što je Hal Call preuzeo grupu u San Franciscu 1953. godine, nakon čega su mnogi homoseksualci izašli iz ormara.
Godine 1951. Donald Webster Cory objavio je svoju revolucionarnu knjigu Homoseksualac u Americi, uzvikujući:
Cory je bio pseudonim, ali njegovi su otvoreni i otvoreno subjektivni opisi poslužili kao poticaj za novonastalu homoseksualnu samosvijest i novonastali homofilski pokret.
Šezdesetih godina Frank Kameny došao je u prvi plan borbe. Kameny je smijenjen s položaja astronoma u Službi za mape američke vojske u Washingtonu, DC, zbog svoje homoseksualnosti, ali je odbio mirno otići. Otvoreno se borio protiv svoje smjene, a na kraju se žalio sve do Vrhovnog suda SAD-a. Kao glasni vođa rastućeg pokreta, Kameny se zalagao za beskompromisne javne akcije. Kamen temeljac njegovog uvjerenja bio je da, " homoseksualnoj zajednici moramo usaditi osjećaj vrijednosti za pojedinog homoseksualca", što se moglo postići samo kampanjama koje su otvoreno vodili sami homoseksualci. Širenjem podizanja svijesti (CR) krajem 1960-ih, izlazak je postao ključna strategija pokreta za oslobađanje homoseksualaca za podizanje političke svijesti u borbi protiv heteroseksizma i homofobije. Istodobno i nastavljajući se tijekom 1980-ih, diskusijske grupe za socijalnu podršku homoseksualaca i lezbijki, od kojih su se neke nazivale "izlazećim skupinama", bile su usredotočene na razmjenu "priča" (iskustava) s ciljem smanjenja izolacije i povećanja LGBT vidljivost i ponos.

## Sociolingvističko podrijetlo
Današnji izraz "izlazak" podrazumijeva se da je nastao početkom 20. stoljeća iz analogije koja uspoređuje uvođenje homoseksualaca u homoseksualnu subkulturu sa strankom izlaska debitantkinje. Ovo je proslava za mladu ženu iz višeg staleža koja debitira (službeno se predstavljanje društvu) jer je dostigla punoljetnu dob ili je postala podobna za brak. Kako ističe povjesničar George Chauncey:
Gay ljudi u prijeratnim godinama [prije Drugog svjetskog rata] ... nisu govorili o tome da su izašli iz onoga što mi nazivamo gay ormarom, već da su izašli u ono što su oni nazivali homoseksualnim društvom ili gay svijetom, svijetom ni tako malim, niti tako izolirano, niti ... tako skriveno kao što ormar podrazumijeva.
Zapravo, kao što primjećuje Elizabeth Kennedy, "korištenje izraza 'ormar' u odnosu na prethodna vremena poput 1920-ih i 1930-ih moglo bi biti anakrono".
Članak o izlaženju u internetskoj enciklopediji glbtq.com navodi da su opažanja seksologa Evelyn Hooker uvela upotrebu "izlaska" u akademsku zajednicu 1950-ih. Članak se nastavlja ponavljajući Chaunceyjevo zapažanje da se kasniji pomak u konotaciji dogodio kasnije. Fokus prije 1950-ih bio je na ulasku u "novi svijet nade i komunalne solidarnosti", dok je prizvuk nereda nakon Stonewalla bio izlaz iz represije ormara. Ova promjena fokusa sugerira da je "izlazak iz ormara " miješana metafora koja se spaja s "izlaskom" s metaforom ormara: evolucija "kostura u ormaru" koji se posebno odnosi na život poricanja i tajnosti skrivanjem nečijeg seksualna orijentacija. Metafora ormara, pak, proširena je na sile i pritiske heteroseksističkog društva i njegovih institucija.

## Pitanja identiteta
Kad se izlazak opisuje kao postupni proces ili putovanje, on treba uključivati osvještavanje i priznavanje nečijeg rodnog identiteta, rodnog izražavanja ili nehetero-normativne seksualne orijentacije ili privlačnosti. Ova preliminarna faza, koja uključuje traženje duše ili osobnu epifaniju, često se naziva "izlaskom k sebi" i predstavlja početak samoprihvaćanja. Mnogi LGBT ljudi kažu da je ova faza za njih započela tijekom adolescencije ili djetinjstva, kada su prvi put postali svjesni svoje seksualne orijentacije prema pripadnicima istog spola. Izlazak je također opisan kao proces zbog ponavljajuće potrebe ili želje da se izađe u novim situacijama u kojima se pretpostavlja da su LGBT osobe heteroseksualci ili cispolci, na primjer na novom poslu ili s novim poznanicima. Glavni referentni okvir za one koji izlaze uključuje upotrebu perspektive iznutra / izvana, gdje neki pretpostavljaju da osoba može svoj identitet ili orijentaciju držati u tajnosti i odvojeno od svog vanjskog izgleda. To nije tako jednostavno kako se često misli, kako tvrdi Diana Fuss (1991.), "problem je, naravno, s retorikom iznutra / izvana ... u tome što takve polemike prikrivaju činjenicu da je većina nas istovremeno i iznutra i izvana vrijeme".

### Razvoj LGBT identiteta
Svaka priča o izlasku je ptiča o osobi koja se pokušava pomiriti sa sobom i svojom seksualnom orijentacijom. Stvoreno je nekoliko modela koji opisuju izlazak kao postupak za razvoj homoseksualnog i lezbijskog identiteta, npr Dank, 1971; Cass, 1984 .; Coleman, 1989 .; Troiden, 1989. Od ovih modela, najprihvaćeniji je model identiteta Cass koji je uspostavila Vivienne Cass. Ovaj model ocrtava šest diskretnih faza koje prolaze pojedinci koji su uspješno izašli: zbrka identiteta, usporedba identiteta, tolerancija identiteta, prihvaćanje identiteta, ponos identiteta i sinteza identiteta. Međutim, ne slijedi svaka LGBT osoba takav model. Na primjer, neke LGBT mladeži postaju svjesne i prihvaćaju svoje istospolne želje ili rodni identitet u pubertetu na način sličan onom kojem heteroseksualni tinejdžeri postaju svjesni svoje seksualnosti, tj. Oslobođeni bilo kakvog poimanja razlike, stigme ili srama u smislu spol ljudi kojima su privučeni. Bez obzira razvijaju li LGBT mladi svoj identitet na temelju modela, tipična dob u kojoj mladi u Sjedinjenim Državama izlaze pada. Izlaze srednjoškolci, pa čak i srednjoškolci.
Nova istraživanja sugeriraju da će homoseksualci iz religioznog porijekla vjerojatno izaći na mrežu putem Facebooka i blogova jer nudi zaštitnu međuljudsku distancu. To se u velikoj mjeri proturječi rastućem kretanju u istraživanjima društvenih medija koji ukazuju na to da internetska uporaba, posebno Facebook, može dovesti do negativnih ishoda mentalnog zdravlja poput povećane razine anksioznosti. Iako su potrebna daljnja istraživanja kako bi se procijenilo generiraju li se ovi rezultati na veći uzorak, ova nedavna otkrića otvaraju vrata mogućnosti da se internetska iskustva homoseksualaca mogu razlikovati od heteroseksualaca jer će vjerojatnije donijeti koristi za mentalno zdravlje nego posljedice.

### Transrodni identitet i izlazak iz ormara
Transrodne osobe se uvelike razlikuju u odabiru kada, hoće li i kako otkriti svoj transrodni status obitelji, bliskim prijateljima i drugima. Prevalencija diskriminacije i nasilja nad transrodnim osobama (u SAD-u, na primjer, za transrodne osobe postoji 28% veća vjerojatnost da će biti žrtve nasilja) čini "izlazak iz ormara" rizičnom odlukom. Strah od odmazde, poput tjeranja iz roditeljskog doma dok su maloljetni, uzrok je da se transrodne osobe ne otkrivaju svojim obiteljima dok ne odrastu. Zbunjenost roditelja i neprihvatanje transrodnog djeteta mogu rezultirati time da roditelji novootkriveni rodni identitet tretiraju kao "fazu" ili čine napore da svoju djecu vrate u "normalu" korištenjem usluga mentalnog zdravlja kako bi promijenili djetetov rodni identitet.
Internet može igrati značajnu ulogu u procesu izlaska transrodnih osoba. Neki prvo izađu u mrežnom identitetu, pružajući priliku da virtualno i sigurno prođu kroz iskustva prije nego što riskiraju socijalne sankcije u stvarnom svijetu. Međutim, dok mnogi trans ljudi pronalaze podršku na mreži koju možda nemaju u stvarnom životu, drugi se susreću s maltretiranjem i uznemiravanjem prilikom izlaska iz ormara na mreži. Prema studiji koju su Blumenfeld i Cooper objavili 2012. godine, mladi koji se identificiraju kao LGBT imaju 22% manju vjerojatnost da će prijaviti mrežno nasilje zbog čimbenika kao što su roditelji koji im ne vjeruju ili ih ne razumiju, ili strah da će roditeljima morati objasniti incident. To dodatno naglašava prepreke koje trans pojedinci mogu imati prilikom izlaska iz ormara.
Izlazak iz ormara kao transrodan može biti složeniji od izlaska kao seksualna manjina. Vidljive promjene koje se mogu dogoditi kao dio promjene nečijeg rodnog identiteta, kao što su promjene stila odijevanja, operacija promjene spola i promjene imena mogu učiniti izlazak iz ormara težim. Nadalje, promjena spola može imati financijske, fizičke, medicinske i pravne implikacije. Uz to, transrodne osobe mogu se susresti s predrasudama i odbacivanjem od strane seksualnih manjina i drugih osoba iz LGBT zajednice.

## Pravna pitanja
U dijelovima svijeta u kojima se homoseksualna djela kažnjavaju ili zabranjuju, homoseksualci, lezbijke i biseksualne osobe mogu pretrpjeti negativne pravne posljedice zbog izlaska iz ormara. Konkretno, tamo gdje je homoseksualnost zločin, izlazak može predstavljati samoinkriminaciju. Ti zakoni još uvijek postoje u 76 zemalja širom svijeta, uključujući Egipat, Iran, Singapur i Afganistan.
Ljudi koji se odluče izaći kao nebinarni ili transrodni često se s pravnog stajališta susreću s raznovrsnijim i drugačijim pitanjima. Širom svijeta zakonska promjena dokumentiranog spola ili imena na osnovu vašeg identiteta često je zabranjena ili izuzetno teška. Glavni negativni učinak nejednakosti u propisima dolazi u obliku mentalnih učinaka, jer se transrodne osobe koje moraju legalno objaviti spol s kojim se ne identificiraju ili svoje mrtvo ime, mogu suočiti s neugodnim situacijama i stresom.

## Posljedice
U ranim fazama procesa razvoja LGBT identiteta, ljudi se mogu osjećati zbunjeno. Godine 1993. Michelangelo Signorile napisao je Queer u Americi, u kojem je istražio štetu koja je zatvaranjem u ormar nanesena osobi u ormaru i cijelom društvu.
Budući da su LGBT osobe u povijesti bile marginalizirane kao seksualne manjine, izlazak iz ormara ostaje izazov za većinu svjetske LGBT populacije i može dovesti do reakcije heteroseksističke diskriminacije i homofobnog nasilja.
Studije su pokazale da je prikrivanje seksualne orijentacije povezano s lošijim mentalnim zdravljem, tjelesnim zdravljem, i funkcioniranjem ljubavnih veza. Primjerice, utvrđeno je da istospolni parovi koji nisu izašli iz ormara nisu toliko zadovoljni u svojim vezama kao istospolni parovi koji jesu. Nalazi druge studije pokazuju da što manje ljudi zna o seksualnoj orijentaciji lezbijke, to više anksioznosti ima, manje pozitivne afektivnosti i nižeg samopoštovanja. Dalje, Gay.com navodi da se navodi da su osobe zatvorene u ormaru izložene povećanom riziku od samoubojstva.
Ovisno o odnosu između roditelja i djece, izlazak djeteta kao lezbijke, homoseksualca, biseksualca ili transrodne osoba može biti pozitivno ili negativno iskustvo. Dobri odnosi puni ljubavi između djece i njihovih roditelja mogu se ojačati, ali ako je veza već zategnuta, izlazak dijete ih može pogoršati ili uništiti. Ako roditelje prihvate izlazak djece, to omogućuje otvorene rasprave o spojevima i vezama i omogućava roditeljima da djeci pomognu u suočavanju s diskriminacijom i donose zdravije odluke u vezi s HIV/AIDS. Budući da roditelji, obitelji i bliski drugi mogu odbiti nečiji javno izlazak iz ormara, učinci izlaska na LGBT osobe nisu uvijek pozitivni. Primjerice, tinejdžeri koji su imali roditelje koji su ih odbili kad su izašli skloniji su zloporabbi droga, depresiji, pokušajima samoubojstva i rizičnog seksualnog ponašanja kasnije kao mladi ljudi. Neke studije otkrivaju da učinci izlaska na zdravlje više ovise o reakcijama roditelja nego o samom otkrivanju.
Provedena su brojna ispitivanja o učinku ljudi koji izlaze pred roditeljima. Studija Robinsona i sur. iz 1989. godine. o roditeljima homoseksualne i lezbijske djece u SAD-u otkrili su da je 21% očeva i 28% majki već prije sumnjalo da je njihovo dijete homoseksualac ili lezbijka, uglavnom na temelju atipičnog spolnog ponašanja tijekom djetinjstva. Studija iz 1989. otkrila je da su dvije trećine roditelja reagirale negativno. Istraživanje iz 1995. (koje je istraživalo reakcije mladih) pokazalo je da je polovica majki homoseksualnih ili biseksualnih muških studenata "reagirala s nevjericom, poricanjem ili negativnim komentarima", dok su očevi reagirali nešto bolje. Oko 18% roditelja reagiralo je "s djelima netolerancije, pokušajima prevođenja djeteta na heteroseksualnost i verbalnim prijetnjama da će ukinuti financijsku ili emocionalnu podrška".
Beskućništvo je uobičajena posljedica kod LGBT mladeži tijekom izlaska. LGBT mladi su među najvećom populacijom beskućnika; to je obično uzrokovano samoidentifikacijom i priznavanjem homoseksualnosti ili identificiranja s LGBT zajednicom. Otprilike 20% do 30% mladih beskućnika identificira se kao LGBT. Oko 55% LGBQ i 67% transrodne mladeži roditelji tjeraju iz svojih domova ili bježe zbog seksualne orijentacije ili rodnog identiteta i izraza Beskućništvo među LGBT omladinom utječe i na mnoga područja života pojedinca, što dovodi do većih stopa viktimizacije, depresije, samoubilačkih ideja, zlouporabe opojnih droga, rizičnog seksualnog ponašanja i sudjelovanja u nezakonitim i opasnijim aktivnostima. Studija iz 2016. o putovima beskućništva među latino LGBT mladima otkrila je da se beskućništvo među LGBT osobama također može pripisati strukturnim problemima poput sustava skrbi i sociokulturnih i ekonomskih čimbenika.
Jimmie Manning je 2015. godine izveo studiju o pozitivnom i negativnom ponašanju izvedenom tijekom izlaska iz ormara. Tijekom svog studija saznao je da će gotovo svi njegovi sudionici samo sebi pripisati negativna ponašanja tijekom razgovora kojim izlaze iz ormara, a pozitivna ponašanja će pripisat onim pred kojima su izašli. Manning predlaže daljnje istraživanje ove teme kako bi se utvrdio način na koji bi se potakla pozitivna ponašanja s obje strane.

## Metafore ulaska i izlaska

### Dihotomija
Narativ ormara postavlja implicitni dualizam između toga što je "unutra" ili "vani", pri čemu su oni koji su "unutra" često stigmatizirani kao lažni, nesretni životi. Isto tako, filozofkinja i kritička analitičarka Judith Butler (1991.) navodi da metafora ulaz / izlaz stvara binarnu opoziciju koja se pretvara da je ormar mračan, marginalan i lažan te da izlazak u "svjetlu osvjetljenja" otkriva istinu (ili bitan) identitet. Unatoč tome, Butler je spremna pojaviti se na događajima kao lezbijka i drži da je "moguće tvrditi da ... i dalje postoji politički imperativ da se ove nužne pogreške ili pogreške u kategorijama koriste ... za okupljanje i predstavljanje potlačene političke izborne jedinice".

### Kritike
Diana Fuss (1991) objašnjava, "problem je, naravno, s retorikom iznutra / izvana ... u tome što takve polemike prikrivaju činjenicu da je većina nas istovremeno i iznutra i izvana". Dalje, "Biti vani, uobičajeno za homoseksualni jezik, znači upravo ne biti više vani; biti vani napolju je napokon izvan eksternosti i svih isključenja i lišavanja koja takvo autsajderstvo nameće. Ili, drugačije rečeno, biti vani zapravo je biti unutra - unutar područja vidljivog, izgovorljivog, kulturološki razumljivog." Drugim riječima, izlazak konstruira ormar koji navodno uništava i jastvo koje navodno otkriva, "prva pojava homoseksualca kao" vrste ", a ne kao" privremene aberacije", također označava trenutak nestanka homoseksualca - u ormaru".
Nadalje, Seidman, Meeks i Traschen (1999) tvrde da "ormar" iz dva razloga može postati zastarjela metafora u životu suvremenih Amerikanaca.
1. Homoseksualnost se sve više normalizira, a čini se da sram i tajnovitost koji se često povezuju s njim propadaju.
2. Metafora ormara ovisi o shvaćanju da je upravljanje stigmom način života. Međutim, upravljanje stigmom zapravo se sve češće može raditi situacijski.

## Nacionalni dan izlaska iz ormara
Nacionalni dan izlaska koji se obilježava svake godine 11. listopada od strane pripadnika LGBT zajednica i njihovih heteroseksualnih saveznika, dan je građanske svijesti o izlasku i raspravu o LGBT pitanjima među širokom populacijom, nastojeći dati poznato lice LGBT pravima. Ovaj dan bio je inspiracija za održavanje Mjeseca LGBT povijesti u SAD-u u listopadu. Dan su 1988. godine osnovali Robert Eichberg, njegov partner William Gamble i Jean O'Leary da bi godinu dana ranije proslavili Drugi nacionalni marš u Washingtonu za prava lezbijki i homoseksualaca, u kojem je 500 000 ljudi marširalo na Washington, DC za homoseksualnu i lezbijsku jednakost. U AAD-u Kampanja za ljudska prava upravlja događajem u okviru Nacionalnog projekta izlaska, nudeći resurse LGBT osobama, parovima, roditeljima i djeci, kao i neposrednim prijateljima i rođacima, kako bi promovirala svijest o LGBT obiteljima koje žive iskreno i otvoreno živi. Candace Gingrich postala je glasnogovornica u travnju 1995. Iako je još uvijek nazvan "National Coming Out Day", obilježava se u Kanadi, Njemačkoj, Nizozemskoj i Švicarskoj također 11. listopada, te u Ujedinjenom Kraljevstvu 12. listopada. Kako bi proslavili Nacionalni dan izlaska 11. listopada 2002., Kampanja za ljudska prava objavila je album koji nosi isti naslov kao i tema te godine: Being Out Rocks. Sudjelovali su Kevin Aviance, Janis Ian, kd lang, Cyndi Lauper, Sarah McLachlan i Rufus Wainwright i drugi.

## Mediji

### Medijski jako popraćeni izlasci

#### Javni dužnosnici i političari
Godine 1987. Barney Frank, predstavnik američkog zastupničog doma za 4. kongresni okrug Massachusettsa, javno se izjasnio kao homoseksualac čime je postao drugi član delegacije Massachusettsa u Kongresu Sjedinjenih Država koji je to učinio. Godine 1983. američki zastupnik Gerry Studds, D-Mass., Izašao je kao homoseksualac tijekom skandala o seksu na stranicama Kongresa 1983. godine. Godine 1988. Svend Robinson bio je prvi kanadski član parlamenta koji je izašao. Guverner New Jerseyja Jim McGreevey najavio je odluku o ostavci, javno izašao kao "homoseksualac Amerikanac" i priznao da je imao izvanbračnu vezu s muškarcem Golanom Cipelom, izraelskim državljaninom i veteranom izraelskih obrambenih snaga, kojeg je McGreevey imenovao savjetnikom za domovinsku sigurnost New Jerseyja. Godine 1999. australski senator Brian Greig u svom je prvom govoru u parlamentu izašao kao homoseksualac, kao prvi australski političar koji je to učinio.

#### Športaši
Prvi američki profesionalni sportski timski sportaš koji je izašao bio je bivši igrač NFL-a, David Kopay, koji je igrao za pet momčadi (San Francisco 49ers, Detroit Lions, Washington Redskins, New Orleans Saints i Green Bay Packers ) između 1964. i 1972. Izašao je 1975. u intervjuu za Washington Star. Prva profesionalna sportašica koja je izašla dok je još igrala bila je češko-američka profesionalna tenisačica Martina Navratilova, koja je izašla kao lezbijka tijekom intervjua za The New York Times 1981. Engleski nogometaš Justin Fashanu izašao je 1990. godine i do kraja karijere bio je podvrgnut homofobnim porugama gledatelja, protivnika i suigrača.
Godine 1995., dok je bio na vrhuncu svoje igračke karijere, Ian Roberts postao je prva australska sportska osoba i prvi ragbi nogometaš na svijetu koji je izašao u javnost kao gay. John Amaechi, koji je igrao u NBA-u s momčadima Utah Jazz, Orlando Magic i Cleveland Cavaliers (kao i međunarodno s Panathinaikosom BC iz Grčke košarkaške lige i Kinder Bolognom iz Talijanske košarkaške lige), izašao je u veljači 2007. godine na ESPN -u Outside the Lines. Također je objavio knjigu Čovjek u sredini, u izdanju ESPN Books (ISBN 1-933060-19-0) koji govori o njegovom profesionalnom i osobnom životu kao košarkaš u ormaru. Bio je prvi NBA igrač (bivši ili sadašnji) koji je izašao.